# Румунія на літніх Олімпійських іграх 2012
Румунію на літніх Олімпійських іграх 2012 була представлена 103 спортсмени.

## Нагороди
| Медаль | Спортсмен                                                              | Вид спорту           | Дисципліна                            | Дата   |
| ------ | ---------------------------------------------------------------------- | -------------------- | ------------------------------------- | ------ |
| Золото | Алін Молдовяну                                                         | Стрільба             | Чоловіки, пневматична гвинтівка, 10 м | 30 Лип |
| Золото | Сандра Ізбаша                                                          | Спортивна гімнастика | Жінки, опорний стрибок                | 5 Сер  |
| Срібло | Аліна Думітру                                                          | Дзюдо                | Жінки, 48 кг                          | 28 Лип |
| Срібло | Коріна Кепріоріу                                                       | Дзюдо                | Жінки, 57 кг                          | 30 Лип |
| Срібло | Роксана Кокош                                                          | Важка атлетика       | Жінки, до 69 кг                       | 1 Сер  |
| Срібло | Рареш Думітреску Тіберіу Дольнічяну Флорін Заломір Александру Сірітяну | Фехтування           | Чоловіки, командна шабля              | 4 Сер  |
| Срібло | Кетеліна Понор                                                         | Спортивна гімнастика | Жінки, вільні вправи                  | 7 Сер  |
| Бронза | Резван Мартін                                                          | Важка атлетика       | Чоловіки, до 69 кг                    | 31 Лип |
| Бронза | Діана Булімар Сандра Ізбаша Ларіса Йордаке Кетеліна Понор Діана Келару | Спортивна гімнастика | Жінки, командна першість              | 31 Лип |